# Margareta Fredkulla
Margareta Fredkulla, in danese Margrete Fredkulla e in norvegese Margret Fredskolla, (1080 – 1130), è stata una principessa svedese divenuta successivamente regina di Norvegia e Danimarca in virtù del suo matrimonio dapprima con re Magnus III di Norvegia e, alla morte di questo, con re Niels di Danimarca.

## Biografia
Poco è noto dell'infanzia di Margareta, tanto che né il luogo né l'anno di nascita sono stati registrati con precisione; si sa solamente che era una dei quattro figli di re Ingold I di Svezia e della regina Elena e che, a quanto è dato sapere, fu la prima persona nella storia della Svezia a portare questo nome.

## Regina di Norvegia
Nel 1101 sposò re Magnus III di Norvegia con un matrimonio organizzato per suggellare il trattato di pace tra Svezia e Norvegia, ed anche per questo divenne nota come Margareta Fredkulla (vale a dire "Margherita fanciulla della pace"). In quell'occasione portò in dote diversi feudi e aree svedesi, probabilmente facenti parte del Västergötland. Nel 1103, Margareta rimase vedova dopo due soli anni di matrimonio senza aver dato eredi a Magnus, caduto in battaglia in Irlanda, e, poco dopo, lasciò la Norvegia. La sua partenza fu vista come un insulto dai norvegesi, che si aspettavano che la regina rimanesse con loro, e accusarono anche la donna di aver rubato le sacre reliquie di sant'Olaf.

## Regina di Danimarca
Nel 1104 o nel 1105, Margareta andò in sposa a re Niels di Danimarca, salito al trono solamente un anno prima. Niels fu spesso descritto come un monarca privo della capacità di governare e incline a lasciare alla regina la conduzione degli affari di Stato. Di fatto, quindi, Margareta si trovò ad essere la reggente del regno di Danimarca, venendo descritta come una regnante saggia, in grado di promuovere un pacifico rapporto tra la Danimarca e il suo paese natale, la Svezia. Fatto unico per una regina consorte di quel periodo, Margareta arrivò a coniare le sue monete, recanti l'iscrizione: Margareta-Nicalas ("Margareta-Niels").
In questo periodo Margareta ebbe due figli: Inge, morto in tenera età calpestato da un cavallo, e Magnus, nato attorno al 1106, che governerà il sud della Svezia dal 1125 al 1130. 
Alla morte di suo padre, verso la fine 1110, il trono di Svezia passò al nipote del re, Halsten di Svezia, mentre il patrimonio privato del re fu diviso tra Margareta, che si occupò della sua amministrazione, e sua sorella minore Catherine, dato che la maggiore, Christina, che risiedeva in Russia, era considerata troppo lontana per ricevere una quota nell'eredità del padre. È noto che Margareta condivise la sua eredità anche con le sue nipoti Ingrid e Ingeborg, dandone un quarto a ciascuna.
Sembra che Margareta, come già i suoi genitori, abbia largamente favorito il cristianesimo. Tra le altre cose, si dice che abbia elargito generosi doni al monastero di St. Etienne di Caen, in Normandia, come testimonia una lettera a lei inviata da Teobaldo di Étampes nel 1117, in cui il teologo la ringraziava per la generosità mostra verso tale istituto. Com'è noto, Teobaldo si distinse come uno dei più importanti oppositori al celibato all'interno della chiesa di quel periodo, cosa che si riflesse anche nella politica della coppia reale danese, tanto che, quando nel 1123 sull'isola di Zelanda scoppiarono dei disordini a seguito della violenta richiesta dei contadini che i sacerdoti rispettassero il celibato, la coppia si schierò in difesa di questi ultimi.
Nel 1125, Ingold II di Svezia, il cugino di Margareta che fino ad allora aveva governato la Svezia, morì, e il figlio di Margareta, Magnus, utilizzò i possedimenti svedesi della madre come base per rivendicare il trono di Svezia. Tuttavia, egli trovò diverse resistenze alla sua ascesa al trono e sembra che sia riuscito a salire al governo solamente della parte meridionale del paese, mentre in quella settentrionale fu riconosciuto re Ragnvald Knaphövde.
Margareta morì nel 1130 di idropisia. Dopo la sua morte, re Niels sposò Ulvhild Håkonsdotter, già regina di Svezia, rimasta vedova di re Ingold II nel 1125. Sebbene le sue ambizioni di veder riunificate le corone di Svezia e di Danimarca sul capo del figlio Magnus furono disattese, i matrimoni da lei combinati tra le sue sopraccitate nipoti e alcuni nipoti di suo marito formarono la base per le pretese al trono di Svezia sia da parte di Magnus II Henriksen, sia del futuro Casato di Erik.

## Ascendenza
|                     |   |                    | Genitori |  |  | Nonni |  |  | Bisnonni         |  |  | Trisnonni     |  |
|                     |   |                    |          |  |  |       |  |  | Ragnvald Ulfsson |  |  | Ulf Tostesson |  |
|                     |   |                    |          |  |  |       |  |  | Ragnvald Ulfsson |  |  | Ulf Tostesson |  |
|                     |   | Ingeborg           |          |  |  |       |  |  | Ragnvald Ulfsson |  |  |               |  |
| Stenkil di Svezia   |   |                    |          |  |  |       |  |  | Ragnvald Ulfsson |  |  |               |  |
|                     |   | Astrid Nialsdotter | …        |  |  |       |  |  |                  |  |  |               |  |
|                     |   | Astrid Nialsdotter | …        |  |  |       |  |  |                  |  |  |               |  |
|                     |   | Astrid Nialsdotter | …        |  |  |       |  |  |                  |  |  |               |  |
| Ingold I di Svezia  |   | Astrid Nialsdotter |          |  |  |       |  |  |                  |  |  |               |  |
|                     |   | …                  | …        |  |  |       |  |  |                  |  |  |               |  |
|                     |   | …                  | …        |  |  |       |  |  |                  |  |  |               |  |
|                     |   | …                  | …        |  |  |       |  |  |                  |  |  |               |  |
| Ingamoder           |   | …                  |          |  |  |       |  |  |                  |  |  |               |  |
|                     |   | …                  | …        |  |  |       |  |  |                  |  |  |               |  |
|                     |   | …                  | …        |  |  |       |  |  |                  |  |  |               |  |
|                     |   | …                  | …        |  |  |       |  |  |                  |  |  |               |  |
| Margareta Fredkulla |   | …                  |          |  |  |       |  |  |                  |  |  |               |  |
|                     | … | …                  |          |  |  |       |  |  |                  |  |  |               |  |
|                     | … | …                  |          |  |  |       |  |  |                  |  |  |               |  |
|                     | … | …                  |          |  |  |       |  |  |                  |  |  |               |  |
| …                   | … |                    |          |  |  |       |  |  |                  |  |  |               |  |
|                     |   | …                  | …        |  |  |       |  |  |                  |  |  |               |  |
|                     |   | …                  | …        |  |  |       |  |  |                  |  |  |               |  |
|                     |   | …                  | …        |  |  |       |  |  |                  |  |  |               |  |
| Elena               |   | …                  |          |  |  |       |  |  |                  |  |  |               |  |
|                     |   | …                  | …        |  |  |       |  |  |                  |  |  |               |  |
|                     |   | …                  | …        |  |  |       |  |  |                  |  |  |               |  |
|                     |   | …                  | …        |  |  |       |  |  |                  |  |  |               |  |
| …                   |   | …                  |          |  |  |       |  |  |                  |  |  |               |  |
|                     |   | …                  | …        |  |  |       |  |  |                  |  |  |               |  |
|                     |   | …                  | …        |  |  |       |  |  |                  |  |  |               |  |
|                     |   | …                  | …        |  |  |       |  |  |                  |  |  |               |  |
|                     |   | …                  |          |  |  |       |  |  |                  |  |  |               |  |